# Baie d'Ambas
La baie d'Ambas ou baie d'Amboise (en anglais : Ambas Bay), est une baie de la région du Sud-Ouest du Cameroun, dans le golfe de Guinée, au sud du mont Cameroun. Le port de Limbé se trouve le long de cette baie.

## Histoire
Alfred Saker y fonde un comptoir en 1858, baptisé plus tard Victoria. En 1884, le Royaume-Uni établit un protectorat sur cette baie avec Victoria pour capitale. Il est par la suite cédé à l'Allemagne en 1887 et intégré au Kamerun.

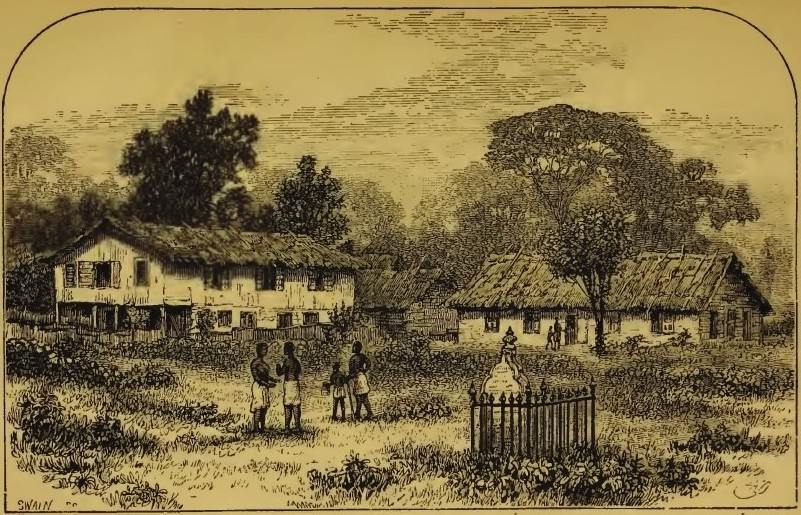
Mission et école dans la baie d'Ambas.